# Antoine av Orléans, hertig av Montpensier
Antoine Marie Philippe Louis av Orléans, hertig av Montpensier, född 31 juli 1824 i Neuilly-sur-Seine, död 4 februari 1890 i Sanlúcar de Barameda utanför Sevilla i Spanien, var generalkapten och infant av Spanien.

## Biografi
Antoine av Orléans var yngste son till Ludvig Filip I av Frankrike och Maria Amalia av Neapel och Sicilien.
Han kämpade 1844–1845 i Algeriet. 1846 gifte han sig i Madrid med Luisa av Spanien (1832–1897), dotter till Ferdinand VII av Spanien. Han var närvarande vid sin fars abdikation och flykt under februarirevolutionen 1848, och eskorterade då sin svägerska Viktoria och hennes döttrar till England.
Han levde därefter i Storbritannien och (mestadels) Spanien. Från 1859 var han generalkapten och infant av Spanien, erkände 1868 revolutionen mot Isabella II av Spanien och erhöll vid kungavalet 1870 några få röster.
Antoine av Orléans är begravd i slottskyrkan i El Escorial. 

## Barn
- Maria Isabel Francisca de Asis Antonia Luisa Fernanda Cristina Amelia Filipa Adelaida Josefa Elena Enriquetta Carolina Justina Rufina Gasparina Melchiora Baltasara Matea, infanta av Spanien (1848–1919); gift 1864 med Ludvig Filip, greve av Paris (1838–1894)
- Maria Amelia Luisa Enriquetta, infanta av Spanien (1851–1870)
- Maria Cristina Francisca de Paula Antonieta, infanta av Spanien (1852–1879)
- Maria de la Regla Francisca de Asis Antonia Luisa Fernanda, infanta av Spanien (1856–1861)
- Fernando Maria Enrique Carlos, infant av Spanien (1859–1873)
- María de las Mercedes av Orleans (1860–1878); gift med kung Alfons XII av Spanien (1857–1885)
- Felipe Raymundo Maria, infant av Spanien (1862–1864)
- Antoine av Bourbon-Orléans Maria Luís Felipe Juan Florencio, infant av Spanien, hertig av Galliera (1866–1930); gift 1886 med Eulalia av Spanien, dotter till Isabella II av Spanien (1864-1958)